# Réserve naturelle de Åkersvika
La réserve naturelle d'Åkersvika est une réserve naturelle norvégienne et site ramsar dans la baie de  Åkersvika située dans les communes de  Hamar et de Stange, Comté de Hedmark.
La réserve naturelle d'Åkersvika  est une zone importante pour plusieurs espèces d'oiseaux. Elle est protégée par  arrêté royal depuis le 26. Juillet 1974 et la réserve a ainsi été le premier site ramsar norvégien. En 1984 et 1992 la réserve a été agrandie. Le but de la protection est de préserver une importante zone humide dans laquelle on trouve une association de végétaux, d'oiseaux et d'autres animaux sauvages. La région est une importante aire de repos et de nidification pour les oiseaux des zones humides.
Les dénombrements d'oiseaux dans la réserve durant la période 1974-2013 montrent que l'espèce la plus commune au printemps et en automne est le canard colvert. Les chiffres montrent un déclin des scolopacidae depuis les années 1970, les combattants variés ont connu une forte diminution tandis que les vanneaux ont connu une baisse plus modérée. Au cours des années 1970 des travaux ont eu lieu afin de construire un système de tout à l'égout  permettant de ne plus avoir de rejets d'eau usées dans le lac Mjøsa.
Dans le cadre du développement de la E6, en 2016, 0,12 km² ont été pris de la réserve mais 0,17 km² y ont été ajoutés .